# Speex
Speex je svobodný formát ztrátové komprese zvukových souborů, zaměřený na kompresi lidské řeči. Je součástí projektu ogg. Jeho specializace mu umožňuje dosahovat velmi dobrých kompresních poměrů při zachování srozumitelnosti. Není primárně určen (jako ostatní podobné kodeky) na kompresi telefonních hovorů, ale na VoIP (Voice over IP).
Speex byl navržen pro použití se třemi vzorkovacími frekvencemi 8 kHz, 16 kHz, a 32 kHz (narrowband, wideband a ultra-wideband). Kvalita se nastavuje jako parametr od 0 do 10. CBR se nastavuje celočíselným parametrem, VBR reálným parametrem.
Speex má několik zajímavých postupů, které jsou speciálně určeny pro kompresi lidské řeči:
- Voice Activity Detection (VAD) – česky detekce aktivity hlasu. Tato technologie má za úkol rozpoznat, zda řečník právě mluví, nebo dělá přestávku (mezi slovy, větami), nebo prostě jen čeká. V tom případě je produkováno jen velmi malé množství bitů, které stačí na generování šumu.
- Discontinuous Transmission (DTX) – rozšíření předchozí technologie, která detekuje delší odmlčení. V tom případě úplně zastavuje přenos dat.
- Perceptual enhancement – Snaží se zeslabit šum vytvořený kódováním/dekódováním. Objektivně (tedy měřením) tato technologie vzdaluje výstupní zvuk od originálu, ale subjektivně je zvuk lepší.